# 2003年11月23日日食

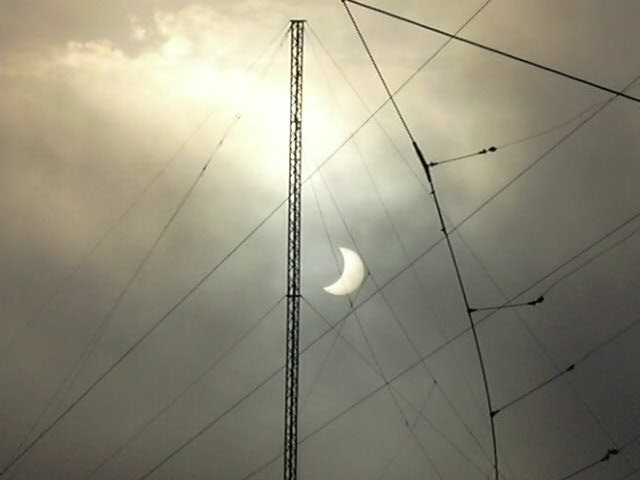
日偏食照片

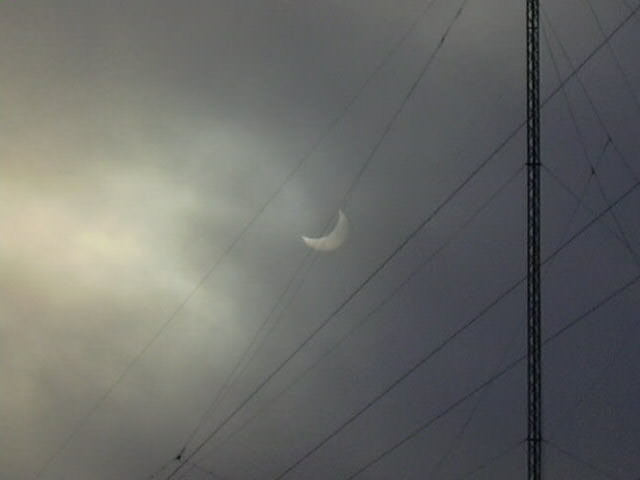
日偏食照片

2003年11月23日日食是一次日全食，發生於2003年11月23日（東半球大多為11月24日）。新月當天（即朔日），地球上觀測到月球和太阳的角距離極小，此時月球如果恰好在月球交點附近，穿過太阳和地球之間，與地球、太阳接近一直線，則會出現日食。月球本影接觸地表而使該區域完全得不到陽光，就會形成日全食，同時在本影兩側數千公里的半影範圍內遮擋部分陽光，形成日偏食。此次日全食經過了南极洲威爾克斯地和毛德皇后地，日偏食則覆蓋了整個南极洲、澳大利亚大部分區域及周邊部分地區。這是人類在南极洲觀測的首次日全食。

## 日食概況

### 出現區域
赫德島和麥克唐納群島以東約560公里的南印度洋洋面在日出時最先看到日全食，隨後月球本影向東南移動，在俄罗斯科考站米爾尼站所在的威爾克斯地海岸登上南极洲並逐漸轉向西南，在普里茲灣東南內陸約560公里處達到最大食分。此後本影向毛德皇后地移動並逐漸轉向西北，最終結束於海岸附近，本影在當地日出時分離開地球表面。
全食帶覆蓋的南極科學考察站有俄罗斯米爾尼站、日本富士圓頂基地、比利时伊莉莎白公主站、日本飛鳥基地、俄罗斯新拉扎列夫站、印度邁特里站和停用的印度達克辛·甘戈特里站，當時尚未建造的中國南極泰山站也在全食帶內。
除了狹窄的全食帶內能看見日全食之外，月球半影覆蓋範圍內都能看到日偏食，包括整個南极洲、赫德島和麥克唐納群島、除北領地最北端和約克角半島中北部外的澳大利亚大部、印度尼西亚東南部、新西兰除東北部外的大部分、巴塔哥尼亞大部、福克兰群岛。
月球在其軌道上自西向東轉動，發生日食時，月球在地球表面的陰影也大多自西向東移動，而從地球上看，太阳的西側先被月球遮掩，然後逐漸向東。但此次日食發生在南半球的夏季，地軸南端向太阳方向傾斜，月球本影離開地球時位於晨昏圈最南端附近的區域，因而全食帶在南极洲及其附近的一段，以及全食帶南极洲段附近被半影覆蓋、看到日偏食的區域內，月影在地表自東向西移動，地面上看到的太阳東側最先被月球遮掩。一般日食開始於晨線，結束於昏線，即在最後看到日食的地方，日食出現在日落時分，而此次日全食開始和結束均在晨線上，其中南極洲最後看到日全食的地方是夏季白晝很長的高緯度地區。此外，全食帶經過的南极洲和南印度洋洋面均沒有確定使用的时区，且南极洲許多區域處於極晝，從地理位置上看，日全食發生於11月24日早晨或11月23日夜晚，有的地區甚至從11月23日子夜前不久開始，在11月24日凌晨結束。而對於日偏食區域，除南极洲無確定时区，大洋洲及亚洲部分位於國際日期變更線以西，在11月24日看到日偏食，而南美洲部分位於該線以東，在11月23日看到日偏食。

此次日全食過程中月影在地表移動的動畫

### 基本參數
- 類型：日全食
- 食甚中心處（位於南极洲威爾克斯地）資料：
  - 時間：2003年11月23日22:49:17.3
  - 地點：72°40.4′S 88°26.9′E / 72.6733°S 88.4483°E
  - 食分：1.0379（全食帶內最大）
  - 本影寬度：495.0公里
  - 日全食持續時間：1分57.3秒
- 全食最長處資料：
  - 時間：2003年11月23日22:49:14
  - 地點：72°39′S 88°30′E / 72.650°S 88.500°E
  - 本影寬度：495.1公里
  - 日全食持續時間：1分57.3秒（全食帶內最長）[8]

## 觀測
俄罗斯的一艘破冰船則從南非伊莉莎白港出發，搭載遊客到沙克爾頓冰架和新拉扎列夫站附近觀看日全食，此後駛向澳大利亚塔斯馬尼亞島的荷巴特。來自15個國家的約100人乘坐該船觀測了日食，包括伊朗業餘天文學家巴巴克·阿明·塔夫雷希、美国国家航空航天局戈达德太空飞行中心天體物理學家弗雷德·伊斯本力、威廉姆斯学院教授傑·珀薩喬夫等。還有約200名科學家和遊客乘坐2架商業包機在南极洲上空觀測。這是人類第一次在南极洲觀測日全食。

## 相關的日月食

### 月全食
2003年11月9日的月全食在本次日全食之前半個月發生，同屬一個食季。這是自1985年10月28日的月全食和1985年11月12日的日全食以來首次出現一個食季中的日食和月食均為全食，即日全食和月全食相隔僅半個月相繼發生，而下一次出現則要等到2015年3月20日的日全食和2015年4月4日的月全食。

### 2000-2003年的日食
月球交替位於相對的月球交點時，以半個交點年（食年），即約177天又4小時間隔出現下列日食。
註：2000年2月5日和2000年7月31日的日偏食屬於上一組交點年系列。
| 日食列表  |           |           |           |           |           |           |           |           |           |           |           |
| 1997-2000 | 2000-2003 | 2004-2007 | 2008-2011 | 2011-2014 | 2015-2018 | 2018-2021 | 2022-2025 | 2026-2029 | 2029-2032 | 2033-2036 | 2036-2039 |

| 升交點                   | 升交點                  |                              | 降交點                    | 降交點 |
| 沙羅週期                 | 地圖                    | 沙羅週期                     | 地圖                      |        |
| 117                      | 2000年7月1日 偏食（南） | 122                          | 2000年12月25日 偏食（北） |        |
| 127 赞比亚路沙卡的日全食 | 2001年6月21日 全食      | 132 美国明尼阿波利斯的日偏食 | 2001年12月14日 環食       |        |
| 137 美国洛杉矶的日偏食   | 2002年6月10日 環食      | 142 澳大利亚伍默拉的日全食   | 2002年12月4日 全食        |        |
| 147 蘇格蘭庫洛登的日環食 | 2003年5月31日 環食      | 152                          | 2003年11月23日 全食       |        |

### 沙羅周期
沙羅周期長度為18年11天。本次日食屬於沙羅周期152，共包含70次日食，依次為1805年7月26日至1949年10月21日的9次日偏食、1967年11月2日至2490年9月14日的30次日全食、2508年9月26日至2544年10月17日的3次全環食（亦稱混合食）、2562年10月29日至2923年6月5日的22次日環食、2941年6月16日至3049年8月20日的6次日偏食，總共歷時1244.08年。其中最長的全食發生於2328年6月9日，共持續5分16秒。
下表列舉了1901年至2100年間發生的屬於該周期的11次日食，是第7至17次：
| 7             | 8              | 9              |
| ------------- | -------------- | -------------- |
| 1913年9月30日 | 1931年10月11日 | 1949年10月21日 |
| 10            | 11             | 12             |
| 1967年11月2日 | 1985年11月12日 | 2003年11月23日 |
| 13            | 14             | 15             |
| 2021年12月4日 | 2039年12月15日 | 2057年12月26日 |
| 16            | 17             |                |
| 2076年1月6日  | 2094年1月16日  |                |

## 資料來源
1. ↑  樊忠玉. . 中国天文科普网.   [2016-01-14]. （原始内容存档于2014-09-17）.
2. 1 2  Fred Espenak. . NASA Eclipse Web Site.   [2016-01-14]. （原始内容存档于2016-10-26）.（英文）
3. 1 2  . Australian Antarctic Division.   [2016-01-14]. （原始内容存档于2016-02-04）.（英文）
4. ↑  Fred Espenak. . NASA Eclipse Web Site.   [2016-01-14]. （原始内容存档于2016-03-04）.（英文）
5. ↑  Xavier M. Jubier. .   [2016-01-14]. （原始内容存档于2016-03-03）.（法文）（英文）
6. ↑  Fred Espenak. . NASA Eclipse Web Site.   [2016-01-14]. （原始内容存档于2008-08-08）.（英文）
7. ↑  Fred Espenak. . NASA Eclipse Web Site.   [2016-01-14]. （原始内容存档于2016-03-04）.（英文）
8. ↑  Fred Espenak. . NASA Eclipse Web Site.   [2016-01-14]. （原始内容存档于2016-03-06）.（英文）
9. ↑  .   [2016-01-14]. （原始内容存档于2016-03-07）.（英文）
10. ↑  Glenn Schneider. .   [2016-03-02]. （原始内容存档于2015-12-20）.（英文）
11. ↑  Fred Espenak. . NASA Eclipse Web Site.（英文）

## 外部連結
- NASA日食專頁（页面存档备份，存于）（英文）
- 可見區域圖和時間統計：由弗雷德·埃斯佩纳克做出的日食預報，NASA/GSFC
  - Google互動地圖呈現的日食範圍
  - 貝塞爾元素
- Google地圖顯示的日全食和日偏食範圍（页面存档备份，存于）（法文）（英文）

圖片：
- 1954-2008年歷次日全食的日冕（页面存档备份，存于），本次拍攝於南极洲毛德皇后地（法文）（英文）
- 長長的月影，2003年11月27日每日一天文圖，海洋觀測衛星（英语：Aqua (satellite)）拍攝
- 南極的日全食，2003年12月8日每日一天文圖，由4張數位影像組合而成，畫面中人物為日本天文插畫家加賀谷穰，2005年4月7日再次入選每日一天文圖日食，2011年1月15日再次入選每日一天文圖世界盡頭的日全食
- 飛機上拍攝的日全食照片（页面存档备份，存于）（英文）

| \| \| 日食 \|                             |                               |                                           |
| 上一次日食： 2003年5月31日日食 （日環食） | 2003年11月23日日食 （日全食） | 下一次日食： 2004年4月19日日食 （日偏食） |
| 上一次日全食： 2002年12月4日日食          | 2003年11月23日日食 （日全食） | 下一次日全食： 2006年3月29日日食          |
|                                           | 日食                          |                                           |